# GOLF&MIKE
GOLF&MIKE（Golf-Mike、ゴルフ&マイク、タイ語表記กอล์ฟ-ไมค์）は、タイ王国の兄弟アイドルデュオ。同国最大規模の芸能プロダクションGMM GRAMMY（GMMグラミー、通称グランミー）に所属しておりG-Juniorの1期生。タイでの呼称（発音）はゴッフマイ（「&」は発音しない）、日本での略称はゴルマイである。
公式ファンクラブはGOLF-MIKE.NET。
日本での活動時にはグランミーと提携関係にあるジャニーズ事務所 がマネジメントを行う。その際「（タイ版）ジャニーズJr.」（タイJr.）と呼ばれることがあるが、あくまで本所属はGMM GRAMMYでありタイ国内ではこれらの呼称は用いられていない（GOLF&MIKEとジャニーズJr.の関連についてはG-Juniorの「ジャニーズ事務所との関係」の項参照）。

## メンバー
- 兄 GOLF　本名：พิชญะ นิธิไพศาลกุล（ピチャヤ・ニティパイサーンクン）1987年2月20日（38歳）、B型、タイ王国出身）
- 弟 MIKE 　本名：พิรัชต์ นิธิไพศาลกุล（ピーラット・ニティパイサーンクン）1989年12月19日（35歳）、B型、タイ王国出身）

## 経歴
- 2003年 GMMグラミーによる新人育成プロジェクトG-Juniorのメンバーとなり、レッスンを開始する。
- 2005年11月15日 1stアルバム『Golf-Mike』でデビュー（VCDも同時発売）。
- 2006年3月18日 バンコクのサンダードームにて初の単独コンサート『LET'S BOUNCE CONCERT』を行う。
- 2006年4月10日 ライブVCD『LET'S BOUNCE CONCERT』を発売。
- 2006年夏 日本でジャニーズ事務所の山下智久、ジャニーズJr.の選抜メンバーと期間限定ユニット・Kitty GYMを結成、フジテレビ系放映『女子バレーボール ワールドグランプリ2006』のスペシャルサポーターとなる。GYMとして音楽活動も行う。
- 2006年8月 フジテレビ『お台場冒険王2006』内のイベント『ジャニーズJr.の大冒険!』にも出演。
- 2006年8月22日 G-Juniorからの選抜ユニットG-JR（GOLF、MIKEを含む10人で構成）のアルバム『10CLUB』を発売。
- 2006年8月30日 GYM『フィーバーとフューチャー』を発売（9月11日付オリコンシングルチャートで1位を獲得）。
- 2006年9月5日 VCD『10CLUB』を発売。
- 2006年10月7日 バンコク郊外のインパクトアリーナでの日タイ修好120周年を記念したライブイベント『THAI J-POP CONCERT』で嵐と共演の予定が、9月に起きたタイのクーデターの影響で無期延期、急遽『The Show Must Go On Concert by Golf-Mike&Friends』に変更になりメインアクトを勤めた（共演Buddha Bless、Aof Pongsak、Ice Sarunyu、G-JR他）。
- 2006年11月14日 ライブVCD『The Show Must Go On Concert Golf-Mike&Friends』発売。
- 2006年12月20日 スペシャルミニアルバム『365Days with Golf-Mike』を発売。
- 2007年3月8日 2ndアルバム『One By One』を発売。
- 2007年6月27日 日本での1stシングル『ニッポン アイニイクヨ』を発売。
- 2007年8月22日　日本での1stアルバム『凛 -Rin-』を発売。
- 2008年1月26日　初のベストアルバム『Diary Hits』を発売。

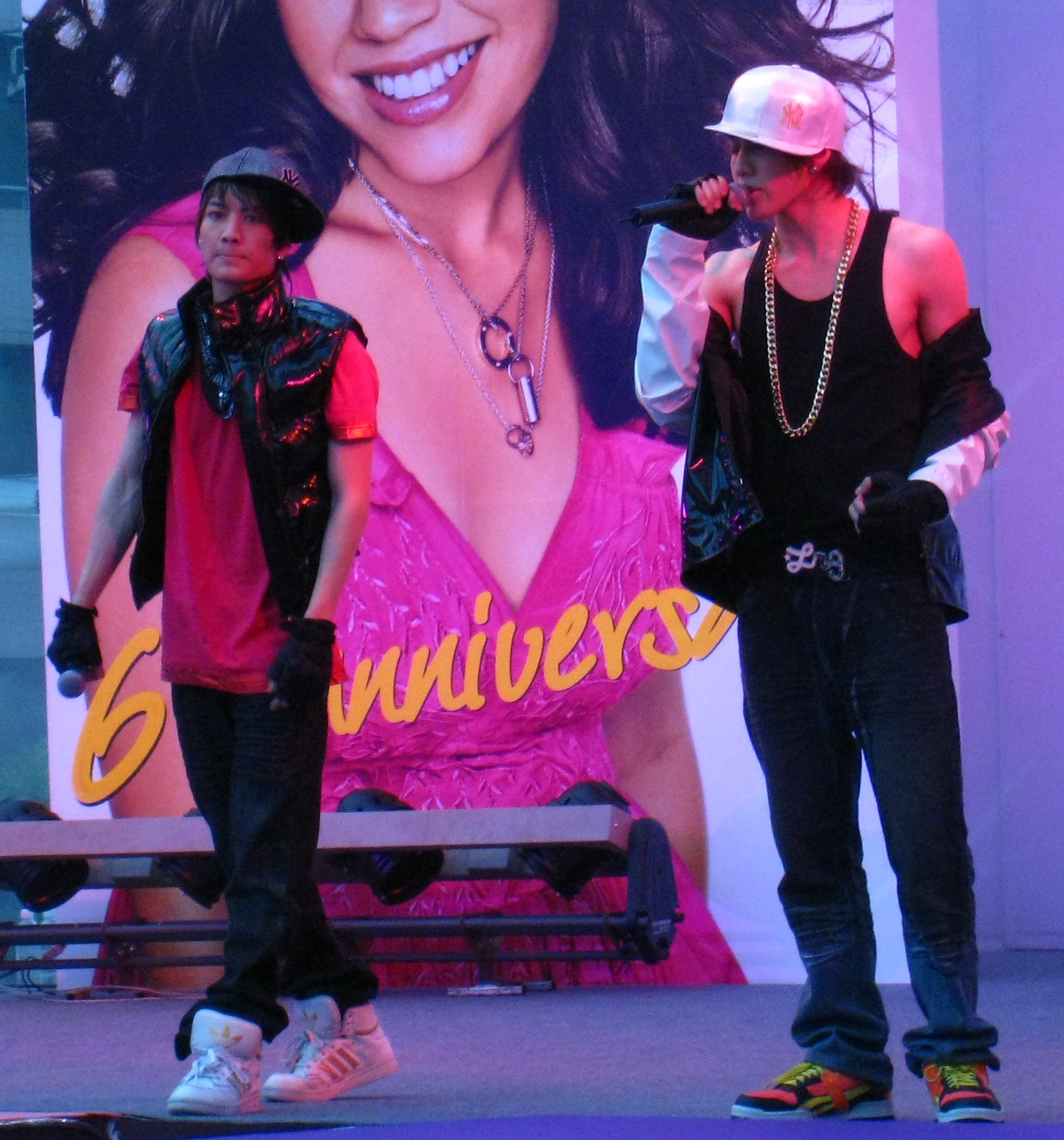
2008
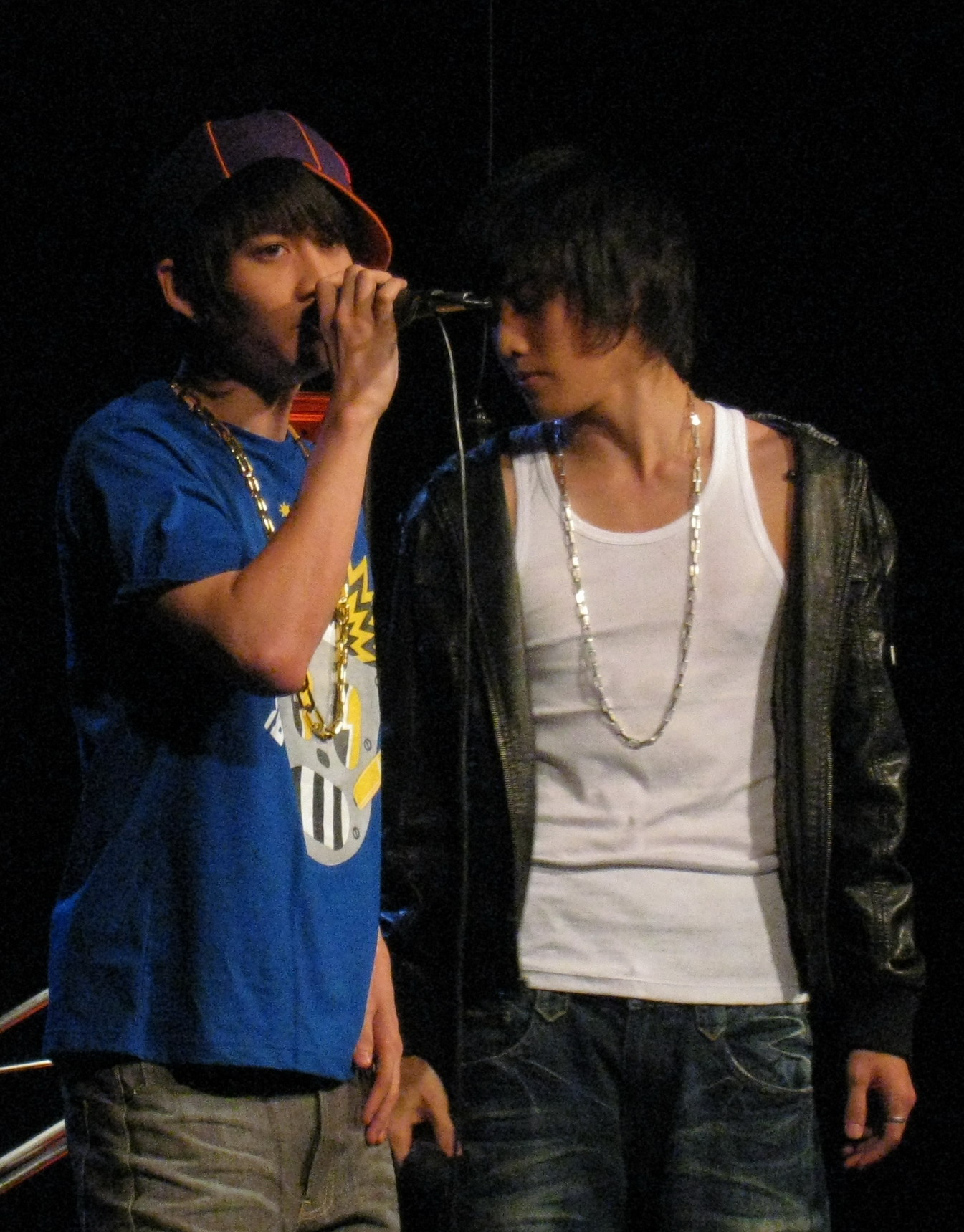
2009

- 2009年7月11日　グランミーの人気歌手アイス・サランユーと共に来日コンサート『GOLF MIKE/ICE THAI-SHIKI LIVE IN TOKYO』を行う。

## その他エピソード
- GMM Grammy（以下 グランミー）一押しの新人アーティストであった。グランミーは今までアイドル市場ではライバルのRSプロモーション社に水をあけられていた感があった。そのため、既にタイで流行していた「日本のアイドル風」な売り方（曲中に日本語を使用する、日本の学生服をイメージした衣装等）を取り入れつつ、「日本のマンガから抜け出したようなルックス」であるGOLF&MIKEの育成に乗り出す。今までのタイのアーティストにはなかったヘアスタイルや中性的なルックス、王子様的な雰囲気、デビュー曲「Bounce」のちょっとワルっぽい歌詞、同ミュージックビデオの学ラン姿などが受けてティーンエイジャーを中心にブレイクした。この「日本風」なイメージは一部批判的な意見もあったが、総合的には彼らのオリジナルであるとタイのファンは評価している[要出典]。またアルバムの制作陣に有名作家を使っていること、ミュージックビデオは毎回VCDとTV放映用とで異なるバージョンを制作していること、事務所制作の音楽番組での露出の多さなどからも、グランミーがかなり力を入れてプロモーションしていたのがわかる。
- 1stアルバムはタイポップス（いわゆるバラードが主）と得意のダンスが活かせるR&B系の曲が中心。デビュー当初はタッキー&翼の曲をカバーするなどジャニーズの影響もみられた。
- CDデビュー以前にも、雑誌のモデルをしたり、グランミーの先輩アーティストのバックダンサーを勤めたり（バード・トンチャイなど）、イベントに参加したりと露出は多かった。
- 2004年7月24日、バンコクのインパクトアリーナで行われた「THAI J-POP Concert」にG-Juniorとして参加。バックを勤める（タッキー&翼、KAT-TUN、パーミー、BODYSLAMが出演）。
- 2004年12月に来日した際、NEWSのコンサートにゲスト出演したことがある。
- 2005年 So-netチャンネル749（現・アジアドラマチックTV）の「タイポップSTATION」にVJとして登場
- 2006年タイのティーンエイジャー向け制汗剤の「12Plus Cutie」のCMに出演、キャンペーンイベントを行う（「12Plus Cutie」はデビューコンサートのスポンサーでもある）。
- 2006年4月来日した際、新橋演舞場で行われた滝沢秀明主演の舞台「滝沢演舞城」を観劇。タイではミュージカルなどの演劇があまり盛んでないため非常に楽しんだという[要出典]。
- 2006年、大手スポンサーであるYAMAHAのスクーター「FINO」のイメージキャラクターを勤め、CM出演やキャンペーンイベントを行う
- イベント出演の多いタイのアーティストの中でもダントツでミニコンサートやキャンペーン、チャリティ等のイベントに参加している[要出典]。
- 自らの意思でスタイリストを付けておらず、ほとんどの衣装は自前。
- 公式グッズは家族経営であるMICHEL ANGELOが製作し「Goofie Mikie」というブランド名で販売している。
- 上の兄2人は「SAND&BANK」として90年代後半にRSプロモーションよりデビューしていた（現在は歌手は廃業）。
- ファンとの距離が近いタイのアーティストの中でもファン想いで有名である[要出典]。
- タイで数少ないゴーインター（国際的に活躍）のできるアーティストであり期待されていた。GOLFもMIKEも英語が堪能。また日本語、韓国語、中国語も勉強していた。
- けんかをする時もあり、ひどいときには練習時間を分け、個人で練習するほどである。

## CDアルバム
- Golf-Mike（2005年11月15日）※1stアルバム

1. Bounce
2. Rêuang-lék Kŏng Ter
3. Mâi Wâang Gam-lang Dtên
4. Yàa Lên Bàep Née - GOLF
5. Just Say Hi Don't Say Bye
6. Kâe Kráng Dieow
7. Moh Chí Moh Chí
8. Dtà-lòk Dee - MIKE
9. Hŭa Jai Jà Waai
10. Tee Lá Nít
11. Epilogue（タッキー&翼のカバー、日本語で歌唱）

- 10 CLUB（2006年8月22日）※G-Jr.名義、G-JRのデビューアルバム

1. Show Time - G-Jr. (10 CLUB)
2. Kráp Kráp - G-Jr. (8 CLUB)
3. Happy Birthday - GOLF
4. Ao Bpai Loie Ao Bpai Loie - Guy/Chin
5. Pôo Chaai Mâi Bpen Pêuan Gàp Pôo Yĭng - MIKE
6. Kon Mâi Nâa Rák - Chin
7. Just Do it again - G-Jr. (8 CLUB)
8. Dĭeow Gôr Cháo - Ken/J/Ice
9. Bâa Plang - Nut/Chin
10. Take Care Ná - G-Jr. (8 CLUB)

- 365 Days with Golf-Mike（2006年12月22日）※VCD付きスペシャルミニアルバム

1. Kòp Koon ... Yang Nói Bpai
2. Dtên Gan Măi
3. Kon Kon Dieow Gan[New Version]
4. Happy Birthday (New Version)  - GOLF
5. Pôo Chaai Mâi Bpen Pêuan Gàp Pôo Yĭng (New Version)  - MIKE

- One by One（2007年3月8日）※2ndアルバム

1. FIGHT FOR YOU
2. Mâi Dtông Bòk Láew Wâa Ter Rák Chăn
3. Sòot Dtua
4. SEXY GIRL - GOLF
5. Seng - MIKE
6. LET’S GET UP
7. Têe Bprèuk-săa - GOLF
8. Piang Sòp Dtaa - MIKE
9. Mâi Dtaam Krai
10. VIRGIN
11. IN YA HANDS

- Golf-Mike Music Box Collection（2007年3月26日）

1. Kòp Koon ... Yang Nói Bpai
2. Kon Kon Dieow Gan
3. Dtông Ter Tâo Nán (I'll never live without you)
4. Dtà-lòk Dee
5. Rêuang-lék Kŏng Ter
6. Ylên Bàep Née
7. Tee Lá Nít
8. Kâe Kráng Dieow
9. Bounce
10. Take Care Ná
11. Happy Birthday
12. Pôo Chaai Mâi Bpen Pêuan Gàp Pôo Yĭng

- 凛 -Rin-（2007年8月22日）※タイ版

1. 凛々SAMURAI
2. ニッポンアイニイクヨ
3. Fight for you（タイ語）
4. サヨナラ純情
5. 恋のトゲ
6. 恋人
7. おかしいでしょ?
8. 僕の場所
9. こころがわり
10. 好きだから
11. 初恋のアリア
12. 暑かった夏休み
13. フィーバーとフューチャー（タイ語ver.）
14. kae Krung Deaw（タイ語）
15. Poochai Mue Plao（凛々SAMURAIのタイ語歌詞）
16. Sanya Sai（サヨナラ純情のタイ語歌詞）
17. My Love Is You（恋人のタイ語歌詞）

初回限定版特典
1. 20Pブックレット
2. ニッポン　アイニイクヨ（PV）
3. GOLF&MIKE 日本滞在記 〜ニッポン アイニキタヨ〜

通常版特典
1. 16Pブックレット

※初回盤・通常盤のジャケットは異なる。
- Golf Mike Diary Hits（2008年1月29日）

1. Epilogue
2. Mai tong bork laew wah ter ruk chun
3. Tee pruek sar
4. Bounce
5. Fight for you
6. Rueng lek khong ter
7. Seng
8. Talok dee
9. Toang ter tao nun (I'll never live without you)
10. Mai warng kum lung ten
11. Poou chai mai pen puen kub poo ying
12. Happy Birthday
13. Yah len baeb nee
14. Khob kun young noy pai
15. Fight for you (Korean version)
16. Khob kun young noy pai (Korean version)

- Get Ready（2008年12月12日）

1. Let's Get Down (feat. Khan Thaitanium)
2. Ying ruk ying jeb
3. Kwa lom
4. Mai por dee Mai dee por
5. Inspiration
6. You
7. Koom sup sood khob fah
8. Yoo ngai kor mai ngao
9. Ja song pai hai tueng mue
10. My Super Star
11. Ying ruk ying jeb (special version)

## VCD
- GOLF-MIKE（2005年11月15日）※1stアルバムのミュージックビデオ集

1. Bounce
2. Ruang Lek Khong Ther
3. Mai Waang Kam-lang Ten
4. Yaa Len Baeb Nii
5. Just Say Hi...Don't Say Bye
6. Khae Khrang Diaw
7. Moshi Moshi
8. Ta-lok Dee
9. Hua Jai Ja Waai
10. Tee La-nid
11. Epilogue

- GOLF-MIKE LET'S BOUNCE CONCERT（2006年4月10日）※ライブVCD

1. Disc 1
  1. The title
  2. Bounce - extended version
  3. Hua Jai Ja wai
  4. Ruang Lek Kong Ter
  5. We are brothers（Dance Battle of Golf & Mike）
  6. Ta Lok Dee
  7. Ya Len Bab Nee
  8. Kon Kon Diow Kan
  9. Venus（japanese & thai version）（タッキー&翼のカバー）
  10. Yumemonogatari（japanese version）（タッキー&翼『夢物語』のカバー）
2. Disc2
  1. We are families（Mai Tong Mee Kam Ban Yai by Sand,Bank,Golf,Mike）
  2. We are g-junior girls（Mai Chai Pu Chai by g-junior girls）
  3. We are g-junior boys（Wai Run Seng, Ar Kard Mai Por by g-junior boys）
  4. we are friends（Believe by all g-junior,golf,mike）
  5. Tong Ter Tao Nan（I'll never live without you）
  6. Medley Mai Wang Kam Lang Ten（Mai Wang Kam Lang Ten, Moshi Moshi, Hua Jai Ja Wai, Bounce）
  7. Epilogue
  8. Bounce（encore）

- 10CLUB（2006年9月5日）※G-JRのミュージックビデオ集

1. Show Time
2. Krub krub
3. Happy Birthday
4. Aow pai luey Aow pai luey
5. Poo chai mai pen puean kub poo ying
6. Khon mai naruk
7. Just Do It Again
8. Diew kor chao
9. Bah palang
10. Take care na

- The Show Must Go On Concert by Golf-Mike&Friends（2006年11月14日）

※ライブVCD、後にDVD（PAL方式）も発売
1. Disc 1
  1. Title
  2. Bounce + Tong ter thao nun（I'll never live without you）
  3. Khon khon diew kun
  4. Yah len babb nee
  5. Poo chai mai pen puean kub poo ying
  6. Mai warng kum-lung ten
  7. Ching mah kerd（Buddha Bless）
  8. Fire（Buddha Bless）
  9. Rueng lek kong ter（Aof Pongsak + Ice Sarunyu）
  10. Kum tarm tee tong tob（Aof Pongsak）
  11. Khon dee dee tum mai mai ruk（Ice Sarunyu）
  12. Khon jai ngai（Aof Pongsak+Ice Sarunyu+Golf - Mike）
2. Disc 2
  1. Ta lok dee
  2. Happy Birthday（Golf - Mike & G-JR）
  3. Show Time（Golf - Mike & G-JR）
  4. Medley（G-JR）
  5. Medley（Golf - Mike & G-JR）
  6. Rueng lek kong te
  7. Bounce

ボーナストラック
1. Sabai sabai（DJ. Plakoong & DJ. Snooker）
2. Pae klang kuen（DJ.Nes & DJ.Pek & DJ.Ong）
3. Medley（Seasons Change）
4. Wud jai（Seasons Change）

- 365Days with Golf-Mike（2006年12月20日）

1. Korb kun yung noi pai
2. Ten gun mhai
3. Kon kon diew gun（New version）
4. Bounce
5. Talok dee
6. Rueng lek khong ter
7. Yah len baeb nee
8. Happy birthday（New version）
9. Poochai mai pen puen gub pooying（New version）

ボーナストラック
1. Scoop : 1 year in the music industry
2. One day with Golf & Mike（Life style）
3. Exclusive photos

- ONE BY ONE（2007年3月8日）※2ndアルバムのミュージックビデオ集

1. Fight For You
2. Mai Tong Bork Laew Wah Ter Ruk Chun
3. Sood Tuar（OST - Mah Mhar See Khar Krub）
4. Sexy Girl
5. Seng
6. Let's Get Up
7. Tee Pruek Sar
8. Peang Sob Tar（OST - Mah Mhar See Khar Krub）
9. Mai Tarm Krai
10. Virgin
11. In Ya Hand

- Diary Hits（2008年1月26日）

1. Epilogue
2. Mai tong bork laew wah ter ruk chun
3. Tee pruek sar
4. Bounce
5. Fight For You
6. Rueng lek khong ter
7. Seng
8. Talok dee
9. Toang ter tao nun (I'll never live without you)
10. Mai warng kum lung ten
11. Poou chai mai pen puen kub poo ying
12. Happy Birthday
13. Yah len baeb nee
14. Khob kun young noy pai
15. Fight For You(Korean version)
16. Khob kun young noy pai(Korean version)

ボーナストラック
1. Golf-Mike's Life in Korea

## CDシングル（日本）
- ニッポン アイニイクヨ（2007年6月27日）

GYM名義
- フィーバーとフューチャー（2006年8月30日）

※日本でのCDリリースは全てジャニーズ・エンタテイメント より
（タイでのGYM名義のリリースはGMM GRAMMYからである）

## CDアルバム（日本）
- 凛 -Rin-（2007年8月22日）

1. 凛々SAMURAI
2. ニッポンアイニイクヨ
3. Fight For You（タイ語）
4. サヨナラ純情
5. 恋のトゲ
6. 恋人
7. おかしいでしょ?
8. 僕の場所
9. こころがわり
10. 好きだから
11. 初恋のアリア
12. 暑かった夏休み
13. フィーバーとフューチャー（タイ語ver.）
14. Kâe Kráng Dieow（タイ語）

初回限定版特典
1. 20Pブックレット
2. ニッポン　アイニイクヨ（PV）
3. GOLF&MIKE 日本滞在記 ～ニッポン アイニキタヨ～

通常版特典
1. 16Pブックレット

※初回盤・通常盤のジャケットは異なる。

## 公式写真集
- UNSEEN GOLF-MIKE
- GOLF-MIKE 「THE BACKSTAGE SHOW」
- Golf&Mike 「Exclusive Live Photograph」
- GOLF&MIKE「FREESTYLE」

## 出演

### CM
- Twelve Plus Cutie（タイ）
- ヤマハ・フィーノ（タイ）
- true move（タイ）
- PURIKU フルッティー・ホワイトティー（タイ）
- i-mobile 625 The Best Camera Phone（タイ）
- Yamaha Fino with Super Junior（タイ）
- Puriku White Tea（タイ）
- Citra（タイ）

## 映画
- Ma Mha Si Kah Krub（英語版）（2007年） - タイ初の犬が主人公の実写映画(Golf, 声優として主人公Makham役で出演)
- ハシマプロジェクト（英語版） （2013年） - マイク出演端島（軍艦島）を舞台にしたタイのホラー映画
- ザ・ミスフィッツ (映画)（2021年） - マイク出演アメリカ映画

## ドラマ
- Ubat Ruk Kaam Kaub Fah: Love Beyond The Frontier (nineチャネル、土・日21：05～22：00、2008年8月9日放送開始)
- Ubat Ruk Kaam Kaub Fah: Love Beyond The Frontier 2(2009年2月14日放送開始）
- フルハウス (タイ)（英語版）（2014年） - マイク出演韓国のフルハウス (2004年のテレビドラマ)のタイ版
- Kiss Me รักล้นใจนายแกล้งจุ๊บ（2015年） - イタズラなkissのタイ版
- 无心法师（英語版）（2015年） - マイク出演中国のインターネットテレビ
- 私の妖怪彼氏2（原題：我的奇妙男友2之恋恋不忘（中国語版） ）（中国Mango TV、2019年2月14日放送開始）- シュエ・リンチャオ役　※マイクのみ出演